# Гамов Георгій Антонович
Га́мов Георгій Антонович, також Джордж Гамов (англ. George Gamow; 20 лютого (4 березня) 1904, Одеса — 9 серпня 1968, Боулдер) — український та американський фізик-теоретик, астрофізик і популяризатор науки українського походження. Зіграв ключову роль у розробленні теорії Великого вибуху.
Народився в Одесі, навчався в Одеському і Петроградському університетах, працював у Геттінгенському університеті і Ленінградському фізико-технічному інституті. У 1933 році насилу здобув дозвіл виїхати з СРСР на конференцію в Європу й назад уже не повернувся, ставши втікачем із СРСР. У 1940 році отримав громадянство США. Член-кореспондент АН СРСР (з 1932 по 1938 рік, відновлений посмертно 1990 року), член Національної академії наук США (1953).
Гамов відомий своїми роботами з квантової механіки, атомної та ядерної фізики, астрофізики, космології, біології. Він створив теорію тунельного ефекту і альфа-розпаду, був одним з основоположників моделі Гарячого Всесвіту, одним з піонерів застосування ядерної фізики до питань еволюції зір і першим чітко сформулював проблему генетичного коду. Широку популярність Гамову принесли його науково-популярні твори, в яких живою й доступною мовою розповідалося про наукову картину світу.

## Біографія

### Походження та юність в Одесі (1904—1922)
Георгій Гамов народився в Одесі 4 березня 1904 року в родині вчителів. Як по батьківській, так і по материнській лінії Гамов походив із відомих сімей. Його батько, Антон Михайлович Гамов, був спадковим дворянином, викладав російську мову та літературу у приватній гімназії та реальному училищі. З боку батька більшість предків Гамова були військовими, а його дід, полковник Михайло Андрійович Гамов, обіймав посаду коменданта Кишинева. Мати Георгія, Олександра Арсеніївна Лебединцева, рано померла. Її предки належали до православного духовенства і займали високі пости в церковній ієрархії, наприклад, дід Георгія Гамова, Арсен Лебединцев, був протоієреєм, настоятелем одеського Спасо-Преображенського кафедрального собору.
Батько заохочував захоплення Георгія Гамова точними науками — фізикою, астрономією, біологією. Після закінчення школи у 1921 році Георгій вступив на математичне відділення факультету професійної освіти Одеського інституту народної освіти (нині Одеський національний університет імені І. І. Мечникова). Серед його викладачів були фізик Микола Кастерін, математики Веніамін Каган, Юрій Рабінович та Самуїл Шатуновський. Одночасно Гамов підробляв обчислювачем в Одеській астрономічній обсерваторії.

### Навчання в Ленінградському університеті (1922—1927)
У 1922 році Гамов покинув Одесу і вступив на фізико-математичний факультет Петроградського університету, який саме в той час перетворювався на центр радянської фізичної науки. Щоб мати додаткові засоби для існування, після прибуття в Петроград у липні 1922 року Гамов влаштувався спостерігачем на Метеорологічну станцію Лісового інституту і тричі на день знімав показання приладів. За протекцією старого знайомого його батька професора В. Оболенського, Гамов залишався на цій роботі до вересня 1923 року, поєднуючи її з навчанням в університеті.
З вересня 1923 до жовтня 1924 року Гамов завідував польовою метеорологічною обсерваторією 1-ї Артилерійської школи й читав там лекції з фізики. У жовтні 1924 року Дмитро Рождественський запросив Гамова до Державного оптичного інституту, де той зайнявся розробкою методики відбраковування оптичного скла та вивченням аномальної дисперсії світла в парах калію. Ця співпраця тривала до квітня 1925 року, коли Гамов остаточно зосередився на теоретичних дослідженнях. Він хотів спеціалізуватися у сфері загальної теорії відносності, і невдовзі його науковим керівником став Олександр Фрідман. Після передчасної смерті Фрідмана у вересні 1925 року керівництво Гамовим прийняв Крутков Юрій Олександрович, учень Пауля Еренфеста. Дипломна робота Гамова була присвячена деяким питанням теорії адіабатичних інваріантів. Велику користь молодому науковцю принесли лекції, які на той час в університеті читали такі відомі фізики та математики як Орест Хвольсон, Всеволод Фредерікс, Олександр Тудоровський, Володимир Смирнов.
За часів студентства Гамова сформувався тісний гурток молодих фізиків-однодумців, названий його учасниками «Джаз-бандою». Його ядро спочатку склали Гамов, Дмитро Іваненко, Андрій Ансельм та В. Кравцов. Незабаром до них приєдналися Лев Ландау, Матвій Бронштейн та Віктор Амбарцумян. Троє друзів із цього гуртка — Гамов, Іваненко та Ландау — опублікували на початку 1928 року в «Журналі Російського фізико-хімічного товариства» статтю «Світові сталі та граничний перехід», в якій дали ієрархію фізичних теорій на основі системи фундаментальних констант — швидкості світла, гравітаційної сталої та сталої Планка (так звана cGh-система). Незважаючи на те, що самі автори вважали цю роботу лише жартом і ніколи на неї не посилалися, згодом вона привернула увагу дослідників своєю класифікацією основ фізики та принципів її розвитку.

### Стажування за кордоном (1928—1931)

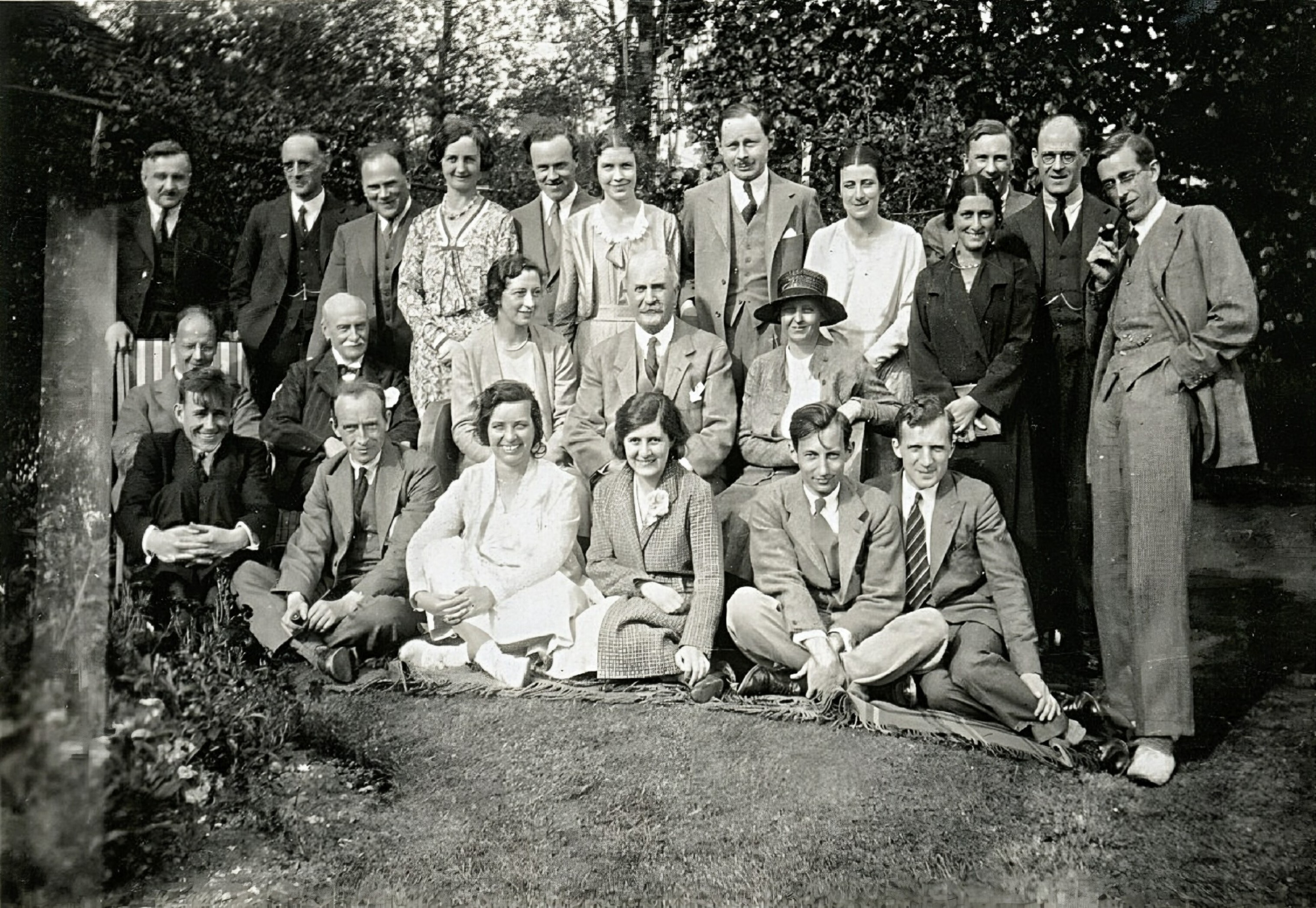
Співробітники лабораторії Вільяма Брегга в 1931 році. Брегг сидить у центрі, Гамов стоїть крайнім праворуч.

Гамов закінчив університет у 1926 році та вступив до аспірантури. У тому ж році він був рекомендований як кандидат на поїздку до Німеччини на стажування. Однак дозвіл та всі необхідні документи були отримані лише навесні 1928 року. У червні він прибув у Геттінген, де був представлений керівнику тамтешньої групи теоретиків Максу Борну. Вирішивши зайнятися невирішеною теоретичною проблемою, Гамов обрав за основний напрям теорію атомного ядра, особливо проблему альфа-розпаду — одного з видів радіоактивності. Застосувавши ідею про квантово-механічне проникнення хвильової функції альфа-частинки через кулонівський бар'єр (тунельний ефект), йому вдалося показати, що частинки навіть з невеликою енергією можуть з певною ймовірністю вилітати з ядра. Це було перше успішне пояснення поведінки радіоактивних елементів з урахуванням квантової теорії. Ідею про підбар'єрне тунелювання на той час вже використовували при поясненні явищ термоелектронної (Лотар Нордгейм) та автоелектронної емісії (Нордгейм і Ральф Фаулер), а також при розгляді поведінки двоатомних молекул (Фрідріх Гунд). Практично одночасно з Гамовим якісну ідею про роль тунельного ефекту в альфа-розпаді висловили Рональд Герні та Едвард Кондон, однак саме Гамову вдалося першому отримати важливі кількісні результати. На основі своєї теорії Гамов зміг оцінити розмір ядер (порядку 10−13 см) і, що ще важливіше, дати теоретичне пояснення емпіричного закону Гейгера — Неттола, який пов'язує енергію вилітаючої альфа-частинки з характерним часом альфа-розпаду (періодом напіврозпаду ядер). Уже в липні Гамов закінчив свою статтю і надіслав її в журнал «Zeitschrift für Physik». Його теорія швидко здобула визнання, а успіх Гамова зробив його широко відомим у науковому світі. У СРСР про нього навіть писала центральна комуністична газета «Правда», а радянський поет Дем'ян Бєдний склав про нього вірш.
У вересні 1928 року час відрядження Гамова минув, і йому необхідно було повертатися до Ленінграда. Дорогою він заїхав до Копенгагена, де зустрівся з Нільсом Бором, і той запропонував йому залишитися на рік у його інституті і виклопотав йому стипендію фонду Карлсберга. Цьому посприяв і рекомендаційний лист на ім'я Бора, написаний Абрамом Йоффе. За час свого продовженого відрядження Гамов відвідав інші найважливіші наукові центри того часу: у Лейдені він обговорював з Паулем Еренфестом перші кроки краплинної моделі ядра і пов'язані з нею уявлення про енергетичні рівні ядер, а в Кембриджі він включився в обговорення перспектив розщеплення ядер прискореними Протонами, що виявилося досить ефективним методом завдяки тунельному ефекту (відповідні експерименти були здійснені Джоном Кокрофтом та Ернестом Волтоном у 1932).
Навесні 1929 року Гамов повернувся до Ленінграда, а вже восени він знову був у Копенгагені. Цьому сприяло здобуття ним річної стипендії Рокфеллерівського фонду (120 доларів на місяць), на яку він був висунутий його колишнім науковим керівником Крутковим та академіком Олексієм Криловим. Його кандидатуру підтримали кембриджські фізики Ернест Резерфорд та Ральф Фаулер. За кордоном Гамов, як і раніше, брав активну участь у роботах з ядерної тематики, які проводилися в Данії та Англії, багато подорожував. Він планував вирушити в подорож Європою на мотоциклі влітку 1931 року, проте після закінчення терміну відрядження був змушений повернутися до СРСР, оскільки в нього закінчився термін дії візи.

### Останні роки в СРСР (1931—1933)
Навесні 1931 року Гамов повернувся до Ленінграда і відразу ж включився до робіт з ядерної фізики, які почали проводитись у Радієвому інституті, Фізико-математичному інституті та Ленінградському університеті. Незабаром академік Абрам Йоффе запросив Гамова консультантом до новоствореного Відділу фізики ядра в Ленінградському фізико-технічному інституті, де вже працювали такі відомі науковці як Микола Семенов, Ігор Курчатов, Яків Френкель та Володимир Фок. Одночасно Гамов був одним з ініціаторів створення Інституту теоретичної фізики на базі фізичного відділу Фізико-математичного інституту, однак ця ініціатива не знайшла підтримки в академічного керівництва. У березні 1932 року наукові заслуги Гамова були високо оцінені на чергових виборах в АН СРСР: він був обраний членом-кореспондентом, ставши в 28 років наймолодшим фізиком, обраним до академії.
У період роботи Гамова у фізичному відділі Радієвого інституту (1931—1934) під керівництвом і Курчатова, Мисовського та Гамова було створено перший в Європі циклотрон. Проєкт був представлений 1932 року Гамовим і Мисовським та затверджений Вченою радою. 1937 року установка запрацювала.

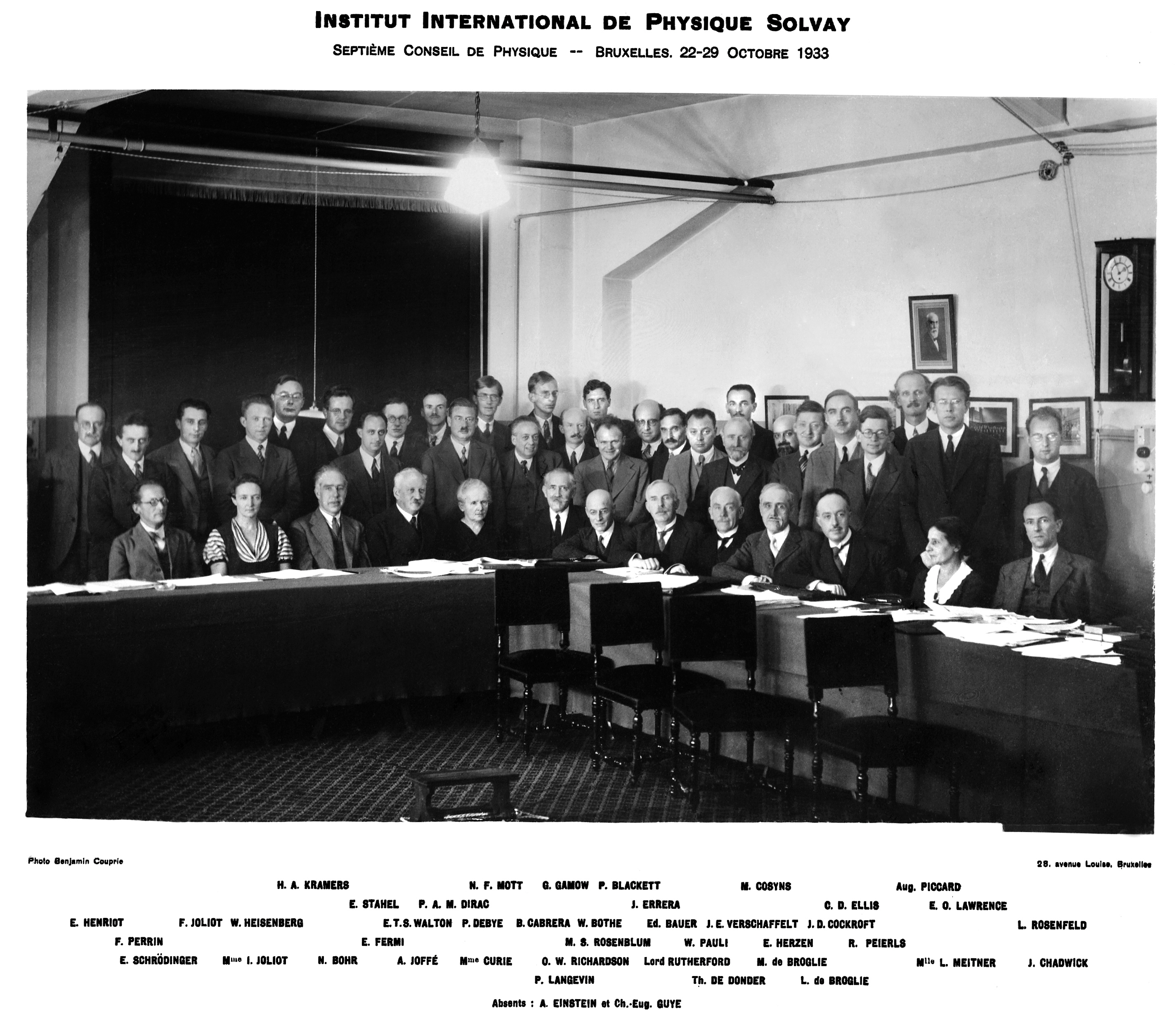
Учасники Сьомого Сольвіївського конгресу. Гамов стоїть у центрі, в кутку зали.

1931 року Гамов познайомився з випускницею фізико-математичного факультету МДУ Любов'ю Вохмінцевою, і незабаром вони одружилися. Тоді ж Гамов почав відчувати зміни в становищі науковців у СРСР. У жовтні 1931 року в Римі відбувся Міжнародний конгрес з ядерної фізики, куди запросили й Гамова, але йому так і не вдалося отримати дозвіл на виїзд із СРСР, так що його доповідь мусив прочитати Макс Дельбрюк. Після цього Гамов почав шукати нагоди залишити країну, в тому числі нелегально. Влітку 1932 року, під час відпустки в Криму, Гамов із дружиною спробували доплисти на байдарці до турецького узбережжя, але їм завадив шторм.
Зручний випадок представився восени 1933 року, коли Гамов за рекомендацією Йоффе був призначений радянським представником на Сьомому Сольвеєвському конгресі в Брюсселі. Крім того, за нього поручився організатор конгресу, почесний член АН СРСР та член ЦК Компартії Франції Поль Ланжевен. Завдяки знайомству з Миколою Бухаріним Гамов зміг потрапити на прийом до Молотова та отримати візу й для своєї дружини. Після закінчення терміну відрядження він вирішив не повертатися до СРСР і розпочав переговори про отримання постійної роботи за кордоном. Водночас він не хотів остаточного розриву з батьківщиною і просив продовжити відрядження. У листі до Петра Капиці від 15 листопада 1933 року Гамов писав:
|  | Зараз я хочу йти Вашими стопами і, якщо можливо, перейти в так званий «стан Капиці», тобто жити за кордоном з радянським паспортом. Написав до Москви, просячи у міцних виразах продовження відрядження на рік. |

У жовтні 1934 року вийшов термін відрядження, Гамов у СРСР не повернувся, його звільнили з Радієвого інституту і Фізико-математичного інституту, а в 1938 році виключили і з числа членів-кореспондентів АН СРСР.

### У Вашингтоні. Енергія та еволюція зір (1934—1946)
Після від'їзду з СРСР Гамов працював то в Радієвому інституті в Парижі, то в Кембриджському університеті, то в Інституті Нільса Бора в Копенгагені, але ніхто не хотів запропонувати йому постійне місце. 1934 року почали приходити пропозиції з Америки. Спочатку Ернест Лоуренс спробував влаштувати Гамова до Каліфорнійського університету в Берклі, проте ця спроба зірвалася через фінансові проблеми. Незабаром за протекцією Мерла Тьюва він був запрошений на посаду професора до столичного Університету Джорджа Вашингтона, де почав працювати з осені 1934 року. Відразу Гамов ініціював проведення у Вашингтоні щорічних конференцій, на які збиралися найвідоміші фізики світу. Іншим його важливим рішенням було запрошення до університету його старого знайомого за копенгагенськими часами Едварда Теллера (як пояснював сам Гамов, «щоб було з ким поговорити про теоретичну фізику»).
Співпраця Гамова з Теллером виявилася дуже плідною. У 1936 році їм вдалося узагальнити теорію бета-розпадуФермі, сформулювавши правила відбору і ввівши уявлення про «переходи Гамова — Теллера» (переходи зі зміною спіна ядра). У цей час Гамов почав активно цікавитися зв'язком між ядерними процесами та джерелом енергії зір: перші підходи (Гаутерманс та Аткінсон) до вирішення цієї проблеми з'явилися в 1930 році під впливом саме гамівської роботи про тунельний ефект при альфа-розпаді. Наприкінці 1930-х років вже самому Гамову (спільно з Теллером) вдалося покращити розуміння питання про енергію зір, врахувавши останні досягнення ядерної фізики. Ці дослідження вплинули на відкриття Гансом Бете вуглецево-азотного циклу в 1938 року. У 1937—1940 роках Гамов побудував першу послідовну теорію еволюції зір з термоядерним джерелом енергії. У 1940—1941 роках разом зі своїм учнем Маріо Шенбергом він дослідив роль нейтрино в катастрофічних процесах, які відбуваються при спалахах нових і наднових зір (так зване нейтринне охолодження). У 1942 році спільно з Теллером він запропонував теорію будови червоних гігантів, припустивши наявність у них стійкого ядра та оболонки, в якій відбуваються термоядерні реакції.
У 1941 році Теллер залишив університет і став учасником проєкту зі створення атомної бомби, однак Гамова до цих робіт не залучили з міркувань безпеки. Він брав участь у вирішенні другорядних задач, ставши консультантом Військово-морського відомства. У ході цієї діяльності він зблизився з Альбертом Ейнштейном (так само не залученим до ядерної програми), спілкування з яким змусило його згадати свого вчителя Фрідмана і звернуло його увагу до питань космології. Лише влітку 1948 року Гамов отримав допуск від військових і зміг взяти участь у створенні водневої бомби під керівництвом Теллера.

### «Великий Вибух» та генетичний код (1946—1956)
У 1946 році Гамов активно включився в роботу в галузі космології, запропонувавши модель «гарячого Всесвіту» (уточнення теорії Великого Вибуху). В її основу легли уявлення про розширення Всесвіту, дані про сучасну поширеність елементів (особливо про співвідношення водню та гелію) та оцінки віку Всесвіту, який у ті роки вважався приблизно рівним віку Землі. Виходячи з великого значення ентропії раннього Всесвіту, в 1948 році Гамов спільно зі своїми учнями Ральфом Алфером і Робертом Германом розробив теорію утворення хімічних елементів шляхом послідовного нейтронного захоплення (нуклеосинтез). У рамках цієї теорії було передбачено існування реліктового випромінювання і дано оцінку його сучасної температури (в діапазоні 1-10 К).
Теорія Гамова та його співробітників не привернула великої уваги фізиків (особливо експериментаторів) та фактично залишалася довгий час непоміченою. Однією з причин цього було те, що міркування про ранній Всесвіт у той час вважалися чисто умоглядними. Більше того, концепція «гарячого Всесвіту» представлялася не найвірогіднішою: серйозну конкуренцію їй складали модель «холодного Всесвіту» (Яків Зельдович та співробітники) та теорія стаціонарного Всесвіту Фреда Гойла та співавторів. Тому відкриття 1965 року Арно Пензіасом і Робертом Вільсоном реліктового випромінювання (Нобелівська премія 1978 року) відбулося значною мірою випадково. Проте заслуги Гамова та його учнів здобули широке визнання колег. За словами Стівена Вайнберга,
|  | Гамов, Альфер і Герман заслуговують на колосальну повагу також за те, що вони серйозно захотіли сприйняти ранній Всесвіт і досліджували те, що мають сказати відомі фізичні закони про перші три хвилини. |

У 1954 році, через рік після відкриття структури молекули ДНК, Гамов несподівано зробив істотний внесок у становлення нової дисципліни — молекулярної біології, вперше поставивши проблему генетичного коду. Він зрозумів, що структура основних будівельних блоків клітини — білків, що складаються з 20 основних (природних) амінокислот, — повинна бути зашифрована в послідовності з чотирьох можливих нуклеотидів, що входять до складу молекули ДНК. Виходячи з простих арифметичних міркувань, Гамов показав, що при поєднанні 4 нуклеотидів трійками виходять 64 (43) різні комбінації, чого цілком достатньо для запису спадкової інформації, і висловив сподівання, що «хтось із молодших науковців доживе до його [генетичного коду] розшифрування». Таким чином, він був першим, хто припустив кодування амінокислот в білках триплетами нуклеотидів.
Згодом Гамов запропонував конкретну схему реалізації генетичного коду: збирання білка відбувається безпосередньо на молекулі ДНК, причому кожна амінокислота міститься в ромбічній виїмці між чотирма нуклеотидами, по два від кожного з комплементарних ланцюгів. Хоча такий ромб складається з чотирьох нуклеотидів і, отже, кількість поєднань дорівнює 256, через обмеження, пов'язані з водневими зв'язками нуклеотидних залишків, можливими виявляються якраз 20 варіантів таких ромбів. Ця схема, яка отримала назву «бубнового коду», передбачає кореляцію між послідовними амінокислотними залишками, так як два нуклеотиди завжди входять у два сусідні ромби. Подальші дослідження показали, що ця модель Гамова не узгоджується з експериментальними даними.
Припущення про триплетне кодування інформації в молекулі ДНК було підтверджено в 1961 році експериментами Френсіса Кріка і співробітників, а до 1967 року генетичний код був остаточно розшифрований. У жовтні 1968 року Роберту Голлі, Гару Корану та Маршаллу Ніренбергу було присуджено Нобелівську премію за цю роботу.

### Гамов-популяризатор. Останні роки (1956—1968)

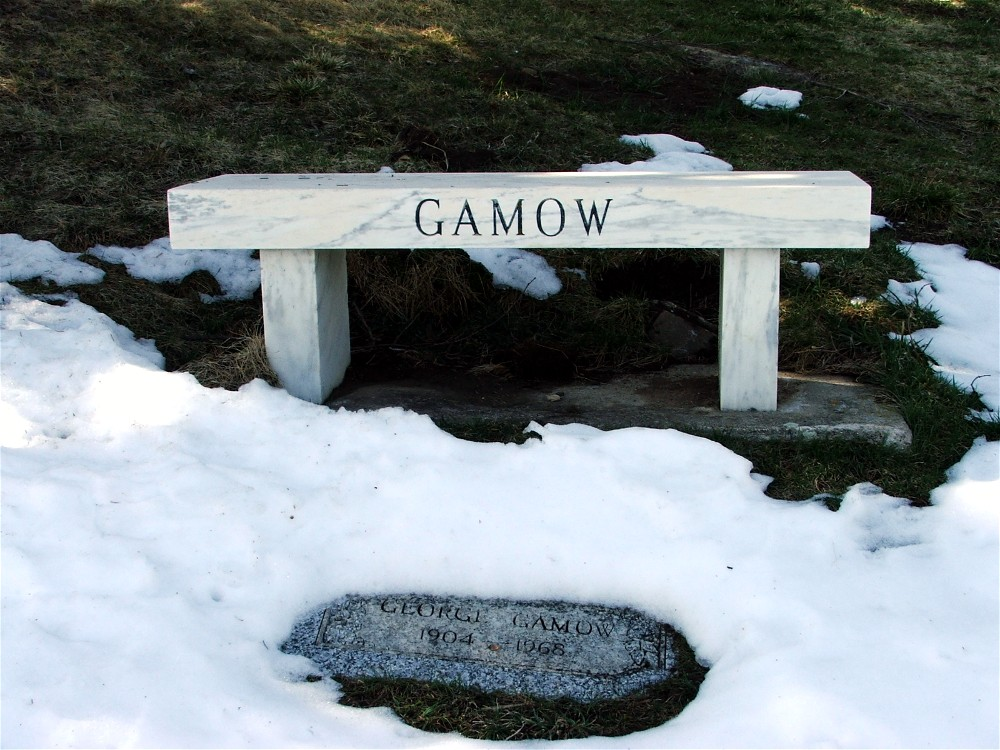
Могила Гамова у Боулдері, Колорадо

У середині 1950-х років Гамов розлучився з Любов'ю Вохмінцевою і одружився з Барбарою Перкінс. У 1956 році він переїхав до Боулдера, де обійняв посаду професора Колорадського університету. Того ж року Гамов отримав від ЮНЕСКО премію Калинга за популяризацію науки. Перші кроки в цій галузі Гамов зробив узимку 1938 року, коли написав коротке фантастичне оповідання про пригоди банківського клерка містера Томпкінса у світі теорії відносності. Оскільки жоден журнал не зацікавився й не схотів опублікувати його, Гамов вирішив більше не повертатись до цього свого твору. Влітку того ж року на конференції у Варшаві він згадав про цю невдачу в розмові з кембриджським фізиком Чарльзом Дарвіном, онуком знаменитого біолога, і той порадив йому надіслати оповідання в журнал «Discovery», який видавався в Кембриджському університеті під редакцією Чарльза Сноу. Той погодився надрукувати оповідання та запропонував написати ще кілька. Цикл оповідань, об'єднаний заголовком «Містер Томпкінс у Дивокраї», був виданий окремою книгою в 1940 році і витримав багато видань майже всіма європейськими мовами. Успіх цієї книги спонукав Гамова написати кілька продовжень пригод містера Томпкінса (у тому числі у світі квантової механіки та молекулярної біології), а також низку інших науково-популярних книг з фізики та астрофізики. Він також був автором близько десятка статей у відомому журналі «Scientific American».
В останні роки життя Гамов тяжко страждав від порушень серцево-судинної системи, переніс кілька операцій. Перебуваючи в лікарні, він заразився і перехворів гепатитом. Гамов помер у Боулдері 19 серпня 1968 року, там же знаходиться його могила, на цвинтарі англ. Green Mountain Cemetery. Одна з високих будівель, побудованих на території Колорадського університету, має назву «Вежа Гамова». У 1990 році він був посмертно відновлений у званні члена-кореспондента АН СРСР.

## Науковий внесок
Основні праці Гамова присвячені квантовій механіці, атомній та ядерній фізиці, астрофізиці, космології, біології, історії фізики. Незалежно від Рональда Герні та Едварда Кондона 1928 року він застосував квантову механіку до пояснення альфа-розпаду і показав, що частинки навіть з невеликою енергією можуть долати потенційний бар'єр, побудував модель прямокутної потенціальної ями (1928). У результаті виникло уявлення про тунельний ефект. Сформулював уявлення про рівні ексергії у ядрі та показав, що найефективнішими «ядерними снарядами» є протони. Разом із Едвардом Теллером 1936 року встановив правила відбору в теорії бета-розпаду.
Значних успіхів досяг в астрофізиці та космології. Широко використовував для інтерпретації зоряної еволюції ядерну фізику. Першим почав розраховувати моделі зір з термоядерними джерелами енергії, досліджував еволюційні треки зірок, запропонував у 1942 році модель оболонки червоного гіганта, досліджував роль нейтрино при спалахах нових та наднових зір. У 1946–1948 роках розробив теорію утворення хімічних елементів шляхом послідовного нейтронного захоплення та модель гарячого Всесвіту, в межах якої передбачив реліктове випромінювання і 1956 року оцінив його температуру в 6 К. Ця модель була підтверджена 1965 року експериментальним відкриттям реліктового випромінювання. Запропонував механізм зоряного колапсу.
Г. Гамову належить перша чітка постановка проблеми генетичного коду.
Він є автором багатьох науково-популярних книг («Створення Всесвіту», «Зірка, названа Сонцем», «Квантова механіка», «Тяжіння», «Біографія фізики», та ін.).
Г. Гамов — автор багатьох визнаних світовою читацькою аудиторією науково-популярних книг, зокрема «Містер Томпкінс у Країні Чудес» (1939), трилогії «Народження й смерть Сонця» (1949), «Біографія Землі» (1941), «Народження Всесвіту» (1952), «Раз, два, три… нескінченність» (1947), «Тридцять років, що сколихнули фізику» (1966), «Моя світова лінія: неофіційна біографія» (1970).

## Родина
Дружини:
- Любов Вохмінцева (1909—1985). Шлюб зареєстрований 1 листопада 1931 року. Розлучилися 1956 року.
  - дочка, померла невдовзі після пологів
  - син, Ігор Гамов (1934—2021)
- Барбара Мерріг'ю Гамов (англ. Barbara Merrihew Gamow, 1905—1975). Шлюб зареєстрований 1958 року.

## Особистість Гамова
Данський фізик Крістіан Меллер, який працював на початку 1930-х років в Інституті Нільса Бора, так відгукувався про манеру роботи Гамова:
|  | Часом виникало відчуття, що насправді він використовував весь свій час і енергію на вигадування жартів і грубуватих дотепів, і що він саме це вважав, так би мовити, своїм головним завданням, а що важливі статті, які він писав тоді про альфа-розпад та властивості атомних ядер, були лише побічним продуктом його діяльності. |

Радянський фізик-теоретик Лев Ландау, який був протягом навчання в університеті близьким другом Гамова, у листі Петру Капіці так охарактеризував його (1932):
|  | Необхідно обрати Джоні Гамова академіком. Адже він безперечно найкращий теоретик СРСР. |

Багато колег Гамова відзначали його скромні знання в математиці й схильність до напівякісних досліджень. Так, астрономка Вера Рубін, яка у 1950-ті роки працювала під керівництвом Гамова, писала:
|  | Він не вмів ані писати, ані рахувати. Він не відразу сказав би вам, скільки буде 7×8. Але його розум був здатний осягнути Всесвіт. |

Едвард Теллер, керівник американського проєкту зі створення водневої бомби, так охарактеризував участь Гамова в цьому проєкті:
|  | Дев'яносто відсотків гамівських ідей були помилковими, і не коштувало великих зусиль в цьому переконатися. Але він не мав нічого проти. Він був із тих, хто не схильний молитися на свої винаходи. Він міг запропонувати цікаву ідею, і якщо вона не проходила, відразу обертав це на жарт. З ним було дуже приємно працювати разом. |

Американський математик польського походження Станіслав Улам у передмові до незакінченої автобіографії Гамова, яка вийшла 1970 року, писав:
|  | Мій покійний друг, математик С. Банах сказав мені якось: хороші математики бачать аналогії між теоремами чи теоріями, а найкращі бачать аналогії між аналогіями. Цією здатністю бачити аналогії між моделями для фізичних теорій Гамов володів у майже неймовірній мірі. [...] Було дивно бачити, як далеко він міг просунутися за допомогою інтуїтивних картинок і аналогій, почерпнутих шляхом порівнянь з галузі історії або навіть мистецтва. |

## Пам'ять

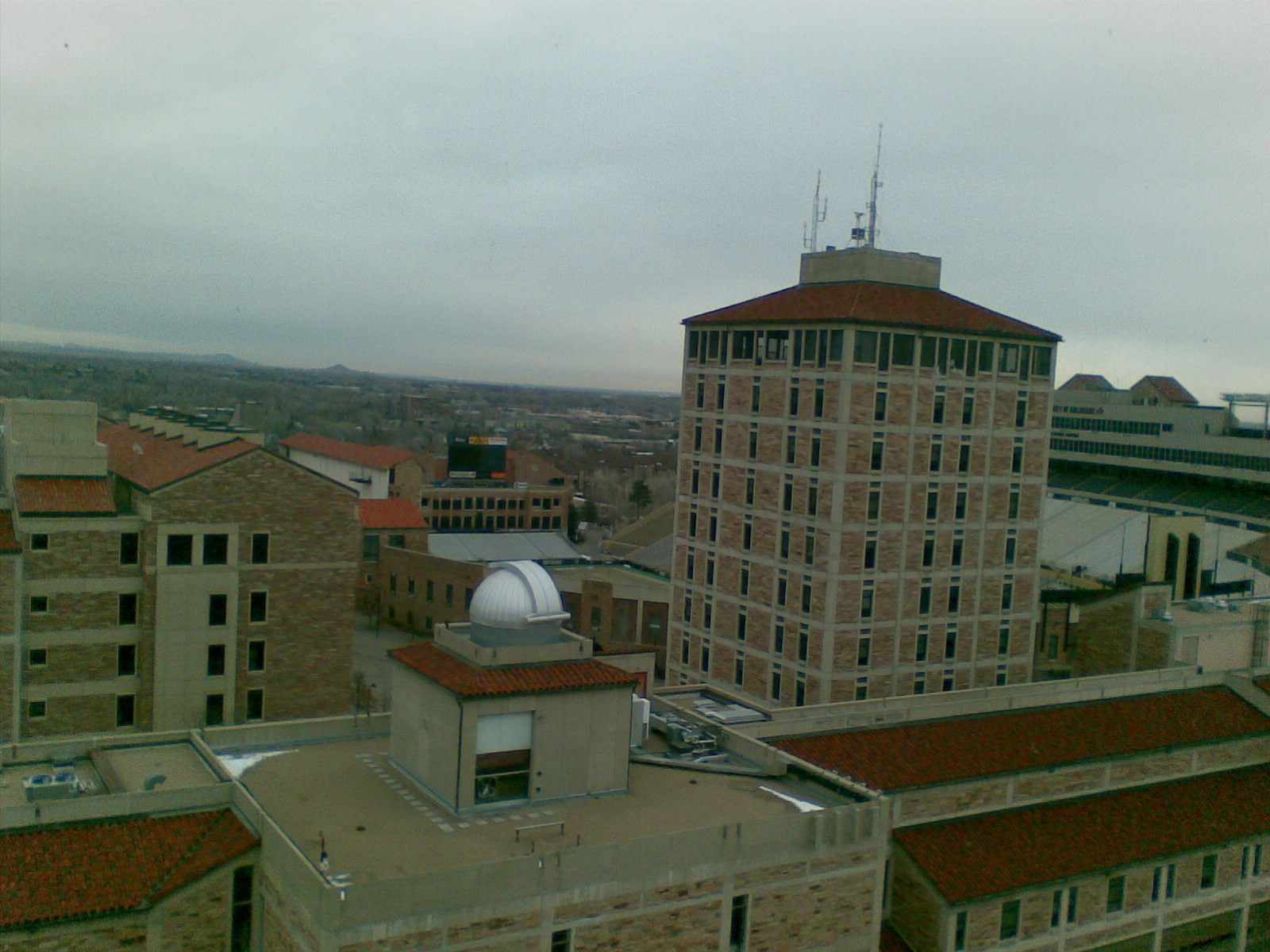
Вежа Гамова в Університеті Колорадо в Боулдері

- У 1970 році на честь Георгія Гамова названо кратер Гамов на зворотному боці Місяця[58].
- На честь Георгія Гамова названо астероїд 8816 Гамов, відкритий українським астрономом Людмилою Карачкіною в Кримській астрофізичній обсерваторії 17 грудня 1984 року[59].
- 1996 року в Одесі ім'ям Гамова було названо сквер на перетині вулиць Балківської та Мельницької, а також провулок біля нього.
- Меморіальні дошки на честь Георгія Гамова встановлені в Університеті Джорджа Вашингтона[60] та на стіні головного корпусу Одеського національного університету імені І. І. Мечникова.
- На базі Одеського національного університету імені І. І. Мечникова відбувається щорічна Гамовська конференція, присвячена різним розділам астрофізики[61].
- 2015 року Російсько-американською науковою асоціацією заснована Премія імені Георгія Гамова, яка вручається російськомовним науковцям, які працюють у США[62].
- З 2021 року вручається Премія імені Г. А. Гамова НАН України за видатні наукові роботи в галузі астрофізики і космології по Відділенню фізики і астрономії НАН України. Планується присудження премії один раз на чотири роки[63].

### Книги
Гамов є автором декількох десятків наукових та науково-популярних книг (див. його повну бібліографію (англ.)), серед яких:
- The Birth and Death of the Sun = Народження та смерть Сонця (1940, виправлено 1952)
- The Biography of the Earth = Біографія Землі (1941)
- Atomic Energy in Cosmic and Human Life = Атомна енергія в космосі і людському житті (1946)
- One Two Three … Infinity = Раз, два, три... нескінченність (1947, виправлено 1961), проілюстрована автором. Книга обговорює математику, біологію, фізику, кристалографію тощо.
- The Moon = Місяць (1953)
- G. Gamow|, M. Stern, Puzzle-Math = Загадкова математика (1958)
- Biography of Physics = Біографія фізики (1961)
- Gravity = Гравітація (1962). Розповідає про Галілея, Ньютона, Ейнштейна
- A Planet Called Earth = Планета під назвою Земля (1963)
- A Star Called the Sun = Зоря під назвою Сонце (1964)
- Thirty Years That Shook Physics: The Story of Quantum Theory = Тридцять років, що потрясли світ: Історія квантової теорії (1966)
- My World Line: An Informal Autobiography = Моя світова лінія: Неформальна автобіографія (1970)

Серія про містера Томпкінса:
- Mr Tompkins in Wonderland = Містер Томпкінс в Країні Чудес (1940), вперше опубліковано в 1938 році в кількох номерах журналу «Discovery» (Великобританія)
- Mr Tompkins Explores the Atom = Містер Томпкінс досліджує атом (1945)
  - Mr Tompkins in Paperback = Містер Томпкінс в паперовій обкладинці (1965), об'єднує книжки «Містер Томпкінс в Країні Чудес» і «Містер Томпкінс досліджує атом»
  - The New World of Mr Tompkins = Новий світ містера Томпкінса (1999), у співавторстві з Раселом Стенардом[en] оновлена версія «Містера Томпкінса в паперовій обкладинці»
- Mr Tompkins Learns the Facts of Life = Містер Томпкінс вивчає факти життя (1953), про біологію
  - Mr. Tompkins Inside Himself = Містер Томпкінс всередині самого себе (1967), в співавторстві з Мартінасом Ічасом[en], виправлена версія книги «Містер Томпкінс вивчає факти життя», яка дає ширший погляд на біологію, включаючи останні досягнення молекулярної біології

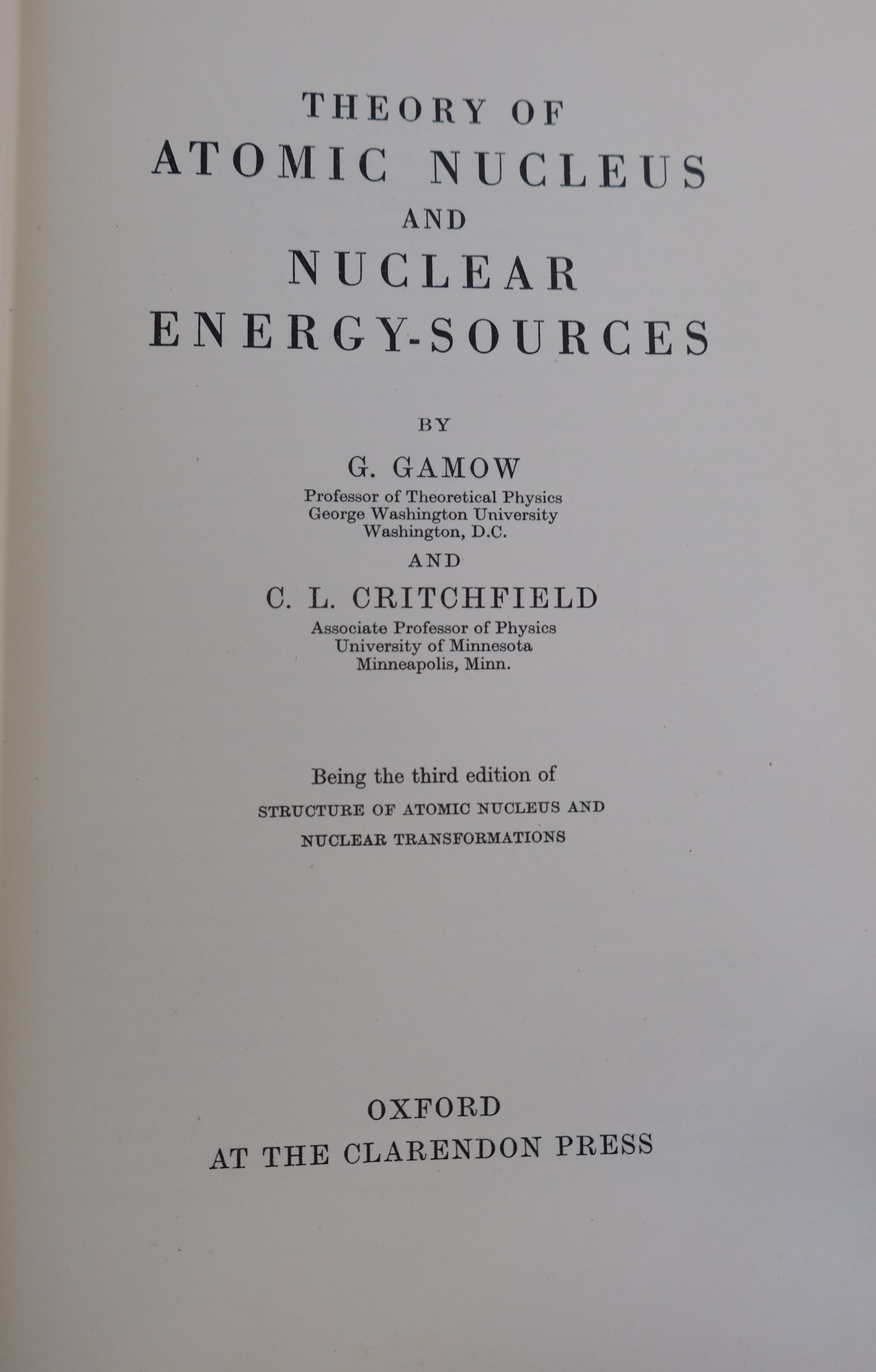
Титульна сторінка примірника «Теорії атомного ядра та ядерних джерел енергії» 1949 року

### Наукові підручники
- The Constitution of Atomic Nuclei and Radioactivity = Будова атомних ядер і радіоактивність (1931)
- Structure of Atomic Nuclei and Nuclear Transformations = Структура атомних ядер і ядерні перетворення (1937)
- Atomic Energy in Cosmic and Human Life = Атомна енергія в космічному та людському житті (1947)
- Theory of Atomic Nucleus and Nuclear Energy Sources = Теорія атомних ядер і ядерні джерела енергії (1949), у співавторстві з Чарльзом Крічфілдом
- The Creation of the Universe = Створення Всесвіту (1952)
- Matter, Earth and Sky = Матерія, земля і небо (1958)
- Physics: Foundations & Frontiers = Фізика: Основи та межі (1960), у співавторстві з Джоном Клівлендом
- The Atom and its Nucleus = Атом і його ядро (1961)
- Mr. Tompkins Gets Serious: The Essential George Gamow = Містер Томпкінс стає серйозним: головне від Джорджа Гамова (2005), за редакцією Роберта Ертера. Включає матеріал з «Матерії, Землі та неба» та «Атома і його ядра». Незважаючи на назву, ця книга не є частиною cерії про містера Томпкінса

### Статті
- G. Gamow. Zur Quantentheorie des Atomkernes = До квантової теорії атомних ядер // Zeitschrift für Physik. — 1928. — Bd. 51. — S. 204–212.
- G. Gamow, E. Teller. Selection Rules for the β-Disintegration = Правила відбору для β-розпаду // Physical Review. — 1936. — Vol. 49. — P. 895.
- G. Gamow, E. Teller. Some Generalizations of the β Transformation Theory = Деякі узагальнення теорії β-трансформації // Physical Review. — 1937. — Vol. 51. — P. 289.
- R. A. Alpher, H. Bethe, G. Gamow. The Origin of Chemical Elements = Походження хімічних елементів // Physical Review. — 1948. — Vol. 73. — P. 803-804.
- R. A. Alpher, R. Herman, G. A. Gamow. Thermonuclear Reactions in the Expanding Universe = Термоядерні реакції у Всесвіті, що розширюється // Physical Review. — 1948. — Vol. 74. — P. 1198.